# Возобновляемый кредит
Возобновляемый кредит (также рево́льверный кредит, рево́льверная ссуда англ. revolving credit) — автоматически возобновляемая ссуда, обычно технически вводится в действие в виде овердрафта по кредитной карточке, в некоторых странах — в виде «диспо-кредита» (то есть в виде права уходить в минус по обычному расчётному счёту).
В качестве заемщиков по револьверному кредиту могут выступать физические и юридические лица, международные организации и даже целые государства.
Наиболее удобный для ссудных банков вид ссуды.

«По действующим в США правилам владелец кредитной карты имеет право полностью выбирать её лимит, а погашать обязан лишь минимально установленную ежемесячную сумму. Наступление же финансовых трудностей до сих пор большой проблемы не представляло: всегда можно было завести себе новую кредитную карточку и за её счет  рефинансироваться. По мере роста процентов выдержать такую авантюрную модель потребления становится все более затруднительно».